# Ville impériale d'Obernai
1283–1679
(396 ans)
Entités précédentes :
- Abbaye de Hohenbourg
- Abbaye de Niedermunster

Entités suivantes :
- Royaume de France (province d'Alsace)

La ville impériale d’Obernai (en allemand : Reichsstadt Oberehnheim) est une ancienne cité-État du Saint-Empire romain entre 1283 et 1679.
Village construit en contrebas du mont Saint-Odile mentionné pour la première fois en 778, Obernai dépend des abbayes de Hohenbourg et de Niedermunster puis s'affranchit progressivement de leur tutelle pour devenir une ville au Moyen Âge. Le bourg se développe sous l’autorité des Hohenstaufen qui siègent sur le trône impérial et possèdent le duché de Souabe et d'Alsace. En tant qu'avoués et protecteurs des deux abbayes, ils favorisent l'essor d'Obernai. La ville est alors administrée par un prévôt (Schultheiss) à partir de 1178. Celui-ci rend la justice au nom du souverain du Saint-Empire. La lutte entre la papauté et l'Empire provoque l'affaiblissement du pouvoir impérial. Le prince-évêque de Strasbourg, Henri III de Stahleck, profite de l'instabilité politique pour s'emparer d'Obernai en 1246. Après la défaite de son successeur, Walter de Geroldseck, à la bataille de Hausbergen face aux troupes de la ville libre de Strasbourg en 1262, celles-ci mettent fin à la domination de l'évêque sur la cité qui est alors incendiée. La construction d'un mur d'enceinte a probablement été entreprise entre 1262 et 1283.
À la suite de son élection au trône du Saint-Empire, chaque nouveau souverain accorde à Obernai une nouvelle charte de franchises pour confirmer les privilèges donnés par ses prédécesseurs, renforcer l'autonomie de la cité et s'assurer de sa fidélité. En 1283, le statut de « ville d'Empire » est reconnu à la cité qui dispose ainsi de l'immédiateté impériale avec droit de siéger à la Diète d'Empire : elle n'est désormais plus un bien personnel du souverain mais un état du Saint-Empire à part entière. Elle intègre le Grand-Bailliage d'Alsace (Reichslandvogtei im Elsass) qui administre les biens impériaux de la région. Le territoire d'Obernai s'agrandit peu à peu : la cité-État absorbe les villages et les hameaux aux alentours ou les acquiert, comme Bernardswiller acheté en 1349. Avec les autres villes impériales de la plaine d'Alsace, Obernai forme en 1354 une alliance connue sous le nom de Décapole qui doit garantir une assistance réciproque entre ses dix membres face aux menaces extérieures. Quelques réunions de l'alliance se tiennent à Obernai. Les institutions municipales sont progressivement établies au milieu du XIVe siècle. La cité s'affranchit de l'autorité du prévôt en diminuant son rôle à une fonction judiciaire à partir de 1362. L'évolution politique se fait également au détriment de la noblesse qui doit partager son pouvoir avec la bourgeoisie. Les chefs des corporations peuvent prendre part aux décisions importantes et accéder aux postes de stettmestres (Stettmeister) qui gouvernent la ville. L'accès des nobles à ces hautes fonctions décline régulièrement jusqu'à être empêché par la constitution municipale de 1459. L'économie de la ville repose sur l'activité artisanale ainsi que la production et le négoce de vins d'Alsace.
La Réforme protestante est introduite à Obernai par des prédicateurs et une partie de la population se convertit dès 1524. Théologien et humaniste originaire de la ville, Thomas Murner est un farouche opposant à Martin Luther et dénonce la foi luthérienne. Celle-ci n'est pas adoptée par les autorités de la cité qui restent catholiques. L'attitude des dirigeants d'Obernai évolue au cours du XVIe siècle : d'abord favorable au protestantisme à partir de 1527, elle devient hostile entre 1535 et 1540 avant de redevenir favorable jusqu'en 1570. Lors de la guerre de Trente Ans la ville est pillée et occupée en 1621 par l'armée protestante conduite par Ernst von Mansfeld, avant d'être reprise en 1628 par les troupes catholiques de Léopold V d'Autriche-Tyrol, grand-bailli d'Alsace et prince-évêque de Strasbourg, pour y rétablir l'autorité impériale. Obernai est conquise en 1632 par les troupes du royaume de Suède conduites par Gutaf Horn. La ville est ensuite occupée par les armées des États des Habsbourg en 1635, puis à nouveau par les troupes suédoises en 1636 et jusqu'à la fin du conflit. Les traités de Westphalie de 1648 accordent au Roi de France des droits sur la ville impériale et ses alliées. Lors de la guerre de Hollande, les Français s'emparent de la cité et l'occupent à partir de 1673.
Le traité de Nimègue du 5 février 1679 marque la fin de l'indépendance d'Obernai qui est rattachée au territoire français. Les institutions de la ville continuent d'exister sous l'autorité du Roi jusqu'à la Révolution française et la fin de l'Ancien Régime en 1789.